# Eupleurogrammus
Eupleurogrammus es un género de peces de la familia Trichiuridae. Fue descrito por Theodore Gill en 1862.

## Especies
- Eupleurogrammus glossodon, (Bleeker, 1860)
- Eupleurogrammus muticus, (Gray, 1831)